# Scacco perpetuo
|   | a | b | c | d | e | f | g | h |   |
| 8 | f8 torre del nero · g8 re del nero · b7 torre del nero · c7 pedone del bianco · g7 pedone del nero · h7 pedone del nero · a6 pedone del nero · f6 cavallo del nero · d5 pedone del bianco · e5 pedone del nero · b4 pedone del bianco · e4 pedone del bianco · f4 donna del nero · c3 donna del bianco · h3 pedone del bianco · a2 pedone del bianco · g2 pedone del bianco · a1 torre del bianco · e1 torre del bianco · g1 re del bianco | f8 torre del nero · g8 re del nero · b7 torre del nero · c7 pedone del bianco · g7 pedone del nero · h7 pedone del nero · a6 pedone del nero · f6 cavallo del nero · d5 pedone del bianco · e5 pedone del nero · b4 pedone del bianco · e4 pedone del bianco · f4 donna del nero · c3 donna del bianco · h3 pedone del bianco · a2 pedone del bianco · g2 pedone del bianco · a1 torre del bianco · e1 torre del bianco · g1 re del bianco | f8 torre del nero · g8 re del nero · b7 torre del nero · c7 pedone del bianco · g7 pedone del nero · h7 pedone del nero · a6 pedone del nero · f6 cavallo del nero · d5 pedone del bianco · e5 pedone del nero · b4 pedone del bianco · e4 pedone del bianco · f4 donna del nero · c3 donna del bianco · h3 pedone del bianco · a2 pedone del bianco · g2 pedone del bianco · a1 torre del bianco · e1 torre del bianco · g1 re del bianco | f8 torre del nero · g8 re del nero · b7 torre del nero · c7 pedone del bianco · g7 pedone del nero · h7 pedone del nero · a6 pedone del nero · f6 cavallo del nero · d5 pedone del bianco · e5 pedone del nero · b4 pedone del bianco · e4 pedone del bianco · f4 donna del nero · c3 donna del bianco · h3 pedone del bianco · a2 pedone del bianco · g2 pedone del bianco · a1 torre del bianco · e1 torre del bianco · g1 re del bianco | f8 torre del nero · g8 re del nero · b7 torre del nero · c7 pedone del bianco · g7 pedone del nero · h7 pedone del nero · a6 pedone del nero · f6 cavallo del nero · d5 pedone del bianco · e5 pedone del nero · b4 pedone del bianco · e4 pedone del bianco · f4 donna del nero · c3 donna del bianco · h3 pedone del bianco · a2 pedone del bianco · g2 pedone del bianco · a1 torre del bianco · e1 torre del bianco · g1 re del bianco | f8 torre del nero · g8 re del nero · b7 torre del nero · c7 pedone del bianco · g7 pedone del nero · h7 pedone del nero · a6 pedone del nero · f6 cavallo del nero · d5 pedone del bianco · e5 pedone del nero · b4 pedone del bianco · e4 pedone del bianco · f4 donna del nero · c3 donna del bianco · h3 pedone del bianco · a2 pedone del bianco · g2 pedone del bianco · a1 torre del bianco · e1 torre del bianco · g1 re del bianco | f8 torre del nero · g8 re del nero · b7 torre del nero · c7 pedone del bianco · g7 pedone del nero · h7 pedone del nero · a6 pedone del nero · f6 cavallo del nero · d5 pedone del bianco · e5 pedone del nero · b4 pedone del bianco · e4 pedone del bianco · f4 donna del nero · c3 donna del bianco · h3 pedone del bianco · a2 pedone del bianco · g2 pedone del bianco · a1 torre del bianco · e1 torre del bianco · g1 re del bianco | f8 torre del nero · g8 re del nero · b7 torre del nero · c7 pedone del bianco · g7 pedone del nero · h7 pedone del nero · a6 pedone del nero · f6 cavallo del nero · d5 pedone del bianco · e5 pedone del nero · b4 pedone del bianco · e4 pedone del bianco · f4 donna del nero · c3 donna del bianco · h3 pedone del bianco · a2 pedone del bianco · g2 pedone del bianco · a1 torre del bianco · e1 torre del bianco · g1 re del bianco | 8 |
| 7 | f8 torre del nero · g8 re del nero · b7 torre del nero · c7 pedone del bianco · g7 pedone del nero · h7 pedone del nero · a6 pedone del nero · f6 cavallo del nero · d5 pedone del bianco · e5 pedone del nero · b4 pedone del bianco · e4 pedone del bianco · f4 donna del nero · c3 donna del bianco · h3 pedone del bianco · a2 pedone del bianco · g2 pedone del bianco · a1 torre del bianco · e1 torre del bianco · g1 re del bianco | f8 torre del nero · g8 re del nero · b7 torre del nero · c7 pedone del bianco · g7 pedone del nero · h7 pedone del nero · a6 pedone del nero · f6 cavallo del nero · d5 pedone del bianco · e5 pedone del nero · b4 pedone del bianco · e4 pedone del bianco · f4 donna del nero · c3 donna del bianco · h3 pedone del bianco · a2 pedone del bianco · g2 pedone del bianco · a1 torre del bianco · e1 torre del bianco · g1 re del bianco | f8 torre del nero · g8 re del nero · b7 torre del nero · c7 pedone del bianco · g7 pedone del nero · h7 pedone del nero · a6 pedone del nero · f6 cavallo del nero · d5 pedone del bianco · e5 pedone del nero · b4 pedone del bianco · e4 pedone del bianco · f4 donna del nero · c3 donna del bianco · h3 pedone del bianco · a2 pedone del bianco · g2 pedone del bianco · a1 torre del bianco · e1 torre del bianco · g1 re del bianco | f8 torre del nero · g8 re del nero · b7 torre del nero · c7 pedone del bianco · g7 pedone del nero · h7 pedone del nero · a6 pedone del nero · f6 cavallo del nero · d5 pedone del bianco · e5 pedone del nero · b4 pedone del bianco · e4 pedone del bianco · f4 donna del nero · c3 donna del bianco · h3 pedone del bianco · a2 pedone del bianco · g2 pedone del bianco · a1 torre del bianco · e1 torre del bianco · g1 re del bianco | f8 torre del nero · g8 re del nero · b7 torre del nero · c7 pedone del bianco · g7 pedone del nero · h7 pedone del nero · a6 pedone del nero · f6 cavallo del nero · d5 pedone del bianco · e5 pedone del nero · b4 pedone del bianco · e4 pedone del bianco · f4 donna del nero · c3 donna del bianco · h3 pedone del bianco · a2 pedone del bianco · g2 pedone del bianco · a1 torre del bianco · e1 torre del bianco · g1 re del bianco | f8 torre del nero · g8 re del nero · b7 torre del nero · c7 pedone del bianco · g7 pedone del nero · h7 pedone del nero · a6 pedone del nero · f6 cavallo del nero · d5 pedone del bianco · e5 pedone del nero · b4 pedone del bianco · e4 pedone del bianco · f4 donna del nero · c3 donna del bianco · h3 pedone del bianco · a2 pedone del bianco · g2 pedone del bianco · a1 torre del bianco · e1 torre del bianco · g1 re del bianco | f8 torre del nero · g8 re del nero · b7 torre del nero · c7 pedone del bianco · g7 pedone del nero · h7 pedone del nero · a6 pedone del nero · f6 cavallo del nero · d5 pedone del bianco · e5 pedone del nero · b4 pedone del bianco · e4 pedone del bianco · f4 donna del nero · c3 donna del bianco · h3 pedone del bianco · a2 pedone del bianco · g2 pedone del bianco · a1 torre del bianco · e1 torre del bianco · g1 re del bianco | f8 torre del nero · g8 re del nero · b7 torre del nero · c7 pedone del bianco · g7 pedone del nero · h7 pedone del nero · a6 pedone del nero · f6 cavallo del nero · d5 pedone del bianco · e5 pedone del nero · b4 pedone del bianco · e4 pedone del bianco · f4 donna del nero · c3 donna del bianco · h3 pedone del bianco · a2 pedone del bianco · g2 pedone del bianco · a1 torre del bianco · e1 torre del bianco · g1 re del bianco | 7 |
| 6 | f8 torre del nero · g8 re del nero · b7 torre del nero · c7 pedone del bianco · g7 pedone del nero · h7 pedone del nero · a6 pedone del nero · f6 cavallo del nero · d5 pedone del bianco · e5 pedone del nero · b4 pedone del bianco · e4 pedone del bianco · f4 donna del nero · c3 donna del bianco · h3 pedone del bianco · a2 pedone del bianco · g2 pedone del bianco · a1 torre del bianco · e1 torre del bianco · g1 re del bianco | f8 torre del nero · g8 re del nero · b7 torre del nero · c7 pedone del bianco · g7 pedone del nero · h7 pedone del nero · a6 pedone del nero · f6 cavallo del nero · d5 pedone del bianco · e5 pedone del nero · b4 pedone del bianco · e4 pedone del bianco · f4 donna del nero · c3 donna del bianco · h3 pedone del bianco · a2 pedone del bianco · g2 pedone del bianco · a1 torre del bianco · e1 torre del bianco · g1 re del bianco | f8 torre del nero · g8 re del nero · b7 torre del nero · c7 pedone del bianco · g7 pedone del nero · h7 pedone del nero · a6 pedone del nero · f6 cavallo del nero · d5 pedone del bianco · e5 pedone del nero · b4 pedone del bianco · e4 pedone del bianco · f4 donna del nero · c3 donna del bianco · h3 pedone del bianco · a2 pedone del bianco · g2 pedone del bianco · a1 torre del bianco · e1 torre del bianco · g1 re del bianco | f8 torre del nero · g8 re del nero · b7 torre del nero · c7 pedone del bianco · g7 pedone del nero · h7 pedone del nero · a6 pedone del nero · f6 cavallo del nero · d5 pedone del bianco · e5 pedone del nero · b4 pedone del bianco · e4 pedone del bianco · f4 donna del nero · c3 donna del bianco · h3 pedone del bianco · a2 pedone del bianco · g2 pedone del bianco · a1 torre del bianco · e1 torre del bianco · g1 re del bianco | f8 torre del nero · g8 re del nero · b7 torre del nero · c7 pedone del bianco · g7 pedone del nero · h7 pedone del nero · a6 pedone del nero · f6 cavallo del nero · d5 pedone del bianco · e5 pedone del nero · b4 pedone del bianco · e4 pedone del bianco · f4 donna del nero · c3 donna del bianco · h3 pedone del bianco · a2 pedone del bianco · g2 pedone del bianco · a1 torre del bianco · e1 torre del bianco · g1 re del bianco | f8 torre del nero · g8 re del nero · b7 torre del nero · c7 pedone del bianco · g7 pedone del nero · h7 pedone del nero · a6 pedone del nero · f6 cavallo del nero · d5 pedone del bianco · e5 pedone del nero · b4 pedone del bianco · e4 pedone del bianco · f4 donna del nero · c3 donna del bianco · h3 pedone del bianco · a2 pedone del bianco · g2 pedone del bianco · a1 torre del bianco · e1 torre del bianco · g1 re del bianco | f8 torre del nero · g8 re del nero · b7 torre del nero · c7 pedone del bianco · g7 pedone del nero · h7 pedone del nero · a6 pedone del nero · f6 cavallo del nero · d5 pedone del bianco · e5 pedone del nero · b4 pedone del bianco · e4 pedone del bianco · f4 donna del nero · c3 donna del bianco · h3 pedone del bianco · a2 pedone del bianco · g2 pedone del bianco · a1 torre del bianco · e1 torre del bianco · g1 re del bianco | f8 torre del nero · g8 re del nero · b7 torre del nero · c7 pedone del bianco · g7 pedone del nero · h7 pedone del nero · a6 pedone del nero · f6 cavallo del nero · d5 pedone del bianco · e5 pedone del nero · b4 pedone del bianco · e4 pedone del bianco · f4 donna del nero · c3 donna del bianco · h3 pedone del bianco · a2 pedone del bianco · g2 pedone del bianco · a1 torre del bianco · e1 torre del bianco · g1 re del bianco | 6 |
| 5 | f8 torre del nero · g8 re del nero · b7 torre del nero · c7 pedone del bianco · g7 pedone del nero · h7 pedone del nero · a6 pedone del nero · f6 cavallo del nero · d5 pedone del bianco · e5 pedone del nero · b4 pedone del bianco · e4 pedone del bianco · f4 donna del nero · c3 donna del bianco · h3 pedone del bianco · a2 pedone del bianco · g2 pedone del bianco · a1 torre del bianco · e1 torre del bianco · g1 re del bianco | f8 torre del nero · g8 re del nero · b7 torre del nero · c7 pedone del bianco · g7 pedone del nero · h7 pedone del nero · a6 pedone del nero · f6 cavallo del nero · d5 pedone del bianco · e5 pedone del nero · b4 pedone del bianco · e4 pedone del bianco · f4 donna del nero · c3 donna del bianco · h3 pedone del bianco · a2 pedone del bianco · g2 pedone del bianco · a1 torre del bianco · e1 torre del bianco · g1 re del bianco | f8 torre del nero · g8 re del nero · b7 torre del nero · c7 pedone del bianco · g7 pedone del nero · h7 pedone del nero · a6 pedone del nero · f6 cavallo del nero · d5 pedone del bianco · e5 pedone del nero · b4 pedone del bianco · e4 pedone del bianco · f4 donna del nero · c3 donna del bianco · h3 pedone del bianco · a2 pedone del bianco · g2 pedone del bianco · a1 torre del bianco · e1 torre del bianco · g1 re del bianco | f8 torre del nero · g8 re del nero · b7 torre del nero · c7 pedone del bianco · g7 pedone del nero · h7 pedone del nero · a6 pedone del nero · f6 cavallo del nero · d5 pedone del bianco · e5 pedone del nero · b4 pedone del bianco · e4 pedone del bianco · f4 donna del nero · c3 donna del bianco · h3 pedone del bianco · a2 pedone del bianco · g2 pedone del bianco · a1 torre del bianco · e1 torre del bianco · g1 re del bianco | f8 torre del nero · g8 re del nero · b7 torre del nero · c7 pedone del bianco · g7 pedone del nero · h7 pedone del nero · a6 pedone del nero · f6 cavallo del nero · d5 pedone del bianco · e5 pedone del nero · b4 pedone del bianco · e4 pedone del bianco · f4 donna del nero · c3 donna del bianco · h3 pedone del bianco · a2 pedone del bianco · g2 pedone del bianco · a1 torre del bianco · e1 torre del bianco · g1 re del bianco | f8 torre del nero · g8 re del nero · b7 torre del nero · c7 pedone del bianco · g7 pedone del nero · h7 pedone del nero · a6 pedone del nero · f6 cavallo del nero · d5 pedone del bianco · e5 pedone del nero · b4 pedone del bianco · e4 pedone del bianco · f4 donna del nero · c3 donna del bianco · h3 pedone del bianco · a2 pedone del bianco · g2 pedone del bianco · a1 torre del bianco · e1 torre del bianco · g1 re del bianco | f8 torre del nero · g8 re del nero · b7 torre del nero · c7 pedone del bianco · g7 pedone del nero · h7 pedone del nero · a6 pedone del nero · f6 cavallo del nero · d5 pedone del bianco · e5 pedone del nero · b4 pedone del bianco · e4 pedone del bianco · f4 donna del nero · c3 donna del bianco · h3 pedone del bianco · a2 pedone del bianco · g2 pedone del bianco · a1 torre del bianco · e1 torre del bianco · g1 re del bianco | f8 torre del nero · g8 re del nero · b7 torre del nero · c7 pedone del bianco · g7 pedone del nero · h7 pedone del nero · a6 pedone del nero · f6 cavallo del nero · d5 pedone del bianco · e5 pedone del nero · b4 pedone del bianco · e4 pedone del bianco · f4 donna del nero · c3 donna del bianco · h3 pedone del bianco · a2 pedone del bianco · g2 pedone del bianco · a1 torre del bianco · e1 torre del bianco · g1 re del bianco | 5 |
| 4 | f8 torre del nero · g8 re del nero · b7 torre del nero · c7 pedone del bianco · g7 pedone del nero · h7 pedone del nero · a6 pedone del nero · f6 cavallo del nero · d5 pedone del bianco · e5 pedone del nero · b4 pedone del bianco · e4 pedone del bianco · f4 donna del nero · c3 donna del bianco · h3 pedone del bianco · a2 pedone del bianco · g2 pedone del bianco · a1 torre del bianco · e1 torre del bianco · g1 re del bianco | f8 torre del nero · g8 re del nero · b7 torre del nero · c7 pedone del bianco · g7 pedone del nero · h7 pedone del nero · a6 pedone del nero · f6 cavallo del nero · d5 pedone del bianco · e5 pedone del nero · b4 pedone del bianco · e4 pedone del bianco · f4 donna del nero · c3 donna del bianco · h3 pedone del bianco · a2 pedone del bianco · g2 pedone del bianco · a1 torre del bianco · e1 torre del bianco · g1 re del bianco | f8 torre del nero · g8 re del nero · b7 torre del nero · c7 pedone del bianco · g7 pedone del nero · h7 pedone del nero · a6 pedone del nero · f6 cavallo del nero · d5 pedone del bianco · e5 pedone del nero · b4 pedone del bianco · e4 pedone del bianco · f4 donna del nero · c3 donna del bianco · h3 pedone del bianco · a2 pedone del bianco · g2 pedone del bianco · a1 torre del bianco · e1 torre del bianco · g1 re del bianco | f8 torre del nero · g8 re del nero · b7 torre del nero · c7 pedone del bianco · g7 pedone del nero · h7 pedone del nero · a6 pedone del nero · f6 cavallo del nero · d5 pedone del bianco · e5 pedone del nero · b4 pedone del bianco · e4 pedone del bianco · f4 donna del nero · c3 donna del bianco · h3 pedone del bianco · a2 pedone del bianco · g2 pedone del bianco · a1 torre del bianco · e1 torre del bianco · g1 re del bianco | f8 torre del nero · g8 re del nero · b7 torre del nero · c7 pedone del bianco · g7 pedone del nero · h7 pedone del nero · a6 pedone del nero · f6 cavallo del nero · d5 pedone del bianco · e5 pedone del nero · b4 pedone del bianco · e4 pedone del bianco · f4 donna del nero · c3 donna del bianco · h3 pedone del bianco · a2 pedone del bianco · g2 pedone del bianco · a1 torre del bianco · e1 torre del bianco · g1 re del bianco | f8 torre del nero · g8 re del nero · b7 torre del nero · c7 pedone del bianco · g7 pedone del nero · h7 pedone del nero · a6 pedone del nero · f6 cavallo del nero · d5 pedone del bianco · e5 pedone del nero · b4 pedone del bianco · e4 pedone del bianco · f4 donna del nero · c3 donna del bianco · h3 pedone del bianco · a2 pedone del bianco · g2 pedone del bianco · a1 torre del bianco · e1 torre del bianco · g1 re del bianco | f8 torre del nero · g8 re del nero · b7 torre del nero · c7 pedone del bianco · g7 pedone del nero · h7 pedone del nero · a6 pedone del nero · f6 cavallo del nero · d5 pedone del bianco · e5 pedone del nero · b4 pedone del bianco · e4 pedone del bianco · f4 donna del nero · c3 donna del bianco · h3 pedone del bianco · a2 pedone del bianco · g2 pedone del bianco · a1 torre del bianco · e1 torre del bianco · g1 re del bianco | f8 torre del nero · g8 re del nero · b7 torre del nero · c7 pedone del bianco · g7 pedone del nero · h7 pedone del nero · a6 pedone del nero · f6 cavallo del nero · d5 pedone del bianco · e5 pedone del nero · b4 pedone del bianco · e4 pedone del bianco · f4 donna del nero · c3 donna del bianco · h3 pedone del bianco · a2 pedone del bianco · g2 pedone del bianco · a1 torre del bianco · e1 torre del bianco · g1 re del bianco | 4 |
| 3 | f8 torre del nero · g8 re del nero · b7 torre del nero · c7 pedone del bianco · g7 pedone del nero · h7 pedone del nero · a6 pedone del nero · f6 cavallo del nero · d5 pedone del bianco · e5 pedone del nero · b4 pedone del bianco · e4 pedone del bianco · f4 donna del nero · c3 donna del bianco · h3 pedone del bianco · a2 pedone del bianco · g2 pedone del bianco · a1 torre del bianco · e1 torre del bianco · g1 re del bianco | f8 torre del nero · g8 re del nero · b7 torre del nero · c7 pedone del bianco · g7 pedone del nero · h7 pedone del nero · a6 pedone del nero · f6 cavallo del nero · d5 pedone del bianco · e5 pedone del nero · b4 pedone del bianco · e4 pedone del bianco · f4 donna del nero · c3 donna del bianco · h3 pedone del bianco · a2 pedone del bianco · g2 pedone del bianco · a1 torre del bianco · e1 torre del bianco · g1 re del bianco | f8 torre del nero · g8 re del nero · b7 torre del nero · c7 pedone del bianco · g7 pedone del nero · h7 pedone del nero · a6 pedone del nero · f6 cavallo del nero · d5 pedone del bianco · e5 pedone del nero · b4 pedone del bianco · e4 pedone del bianco · f4 donna del nero · c3 donna del bianco · h3 pedone del bianco · a2 pedone del bianco · g2 pedone del bianco · a1 torre del bianco · e1 torre del bianco · g1 re del bianco | f8 torre del nero · g8 re del nero · b7 torre del nero · c7 pedone del bianco · g7 pedone del nero · h7 pedone del nero · a6 pedone del nero · f6 cavallo del nero · d5 pedone del bianco · e5 pedone del nero · b4 pedone del bianco · e4 pedone del bianco · f4 donna del nero · c3 donna del bianco · h3 pedone del bianco · a2 pedone del bianco · g2 pedone del bianco · a1 torre del bianco · e1 torre del bianco · g1 re del bianco | f8 torre del nero · g8 re del nero · b7 torre del nero · c7 pedone del bianco · g7 pedone del nero · h7 pedone del nero · a6 pedone del nero · f6 cavallo del nero · d5 pedone del bianco · e5 pedone del nero · b4 pedone del bianco · e4 pedone del bianco · f4 donna del nero · c3 donna del bianco · h3 pedone del bianco · a2 pedone del bianco · g2 pedone del bianco · a1 torre del bianco · e1 torre del bianco · g1 re del bianco | f8 torre del nero · g8 re del nero · b7 torre del nero · c7 pedone del bianco · g7 pedone del nero · h7 pedone del nero · a6 pedone del nero · f6 cavallo del nero · d5 pedone del bianco · e5 pedone del nero · b4 pedone del bianco · e4 pedone del bianco · f4 donna del nero · c3 donna del bianco · h3 pedone del bianco · a2 pedone del bianco · g2 pedone del bianco · a1 torre del bianco · e1 torre del bianco · g1 re del bianco | f8 torre del nero · g8 re del nero · b7 torre del nero · c7 pedone del bianco · g7 pedone del nero · h7 pedone del nero · a6 pedone del nero · f6 cavallo del nero · d5 pedone del bianco · e5 pedone del nero · b4 pedone del bianco · e4 pedone del bianco · f4 donna del nero · c3 donna del bianco · h3 pedone del bianco · a2 pedone del bianco · g2 pedone del bianco · a1 torre del bianco · e1 torre del bianco · g1 re del bianco | f8 torre del nero · g8 re del nero · b7 torre del nero · c7 pedone del bianco · g7 pedone del nero · h7 pedone del nero · a6 pedone del nero · f6 cavallo del nero · d5 pedone del bianco · e5 pedone del nero · b4 pedone del bianco · e4 pedone del bianco · f4 donna del nero · c3 donna del bianco · h3 pedone del bianco · a2 pedone del bianco · g2 pedone del bianco · a1 torre del bianco · e1 torre del bianco · g1 re del bianco | 3 |
| 2 | f8 torre del nero · g8 re del nero · b7 torre del nero · c7 pedone del bianco · g7 pedone del nero · h7 pedone del nero · a6 pedone del nero · f6 cavallo del nero · d5 pedone del bianco · e5 pedone del nero · b4 pedone del bianco · e4 pedone del bianco · f4 donna del nero · c3 donna del bianco · h3 pedone del bianco · a2 pedone del bianco · g2 pedone del bianco · a1 torre del bianco · e1 torre del bianco · g1 re del bianco | f8 torre del nero · g8 re del nero · b7 torre del nero · c7 pedone del bianco · g7 pedone del nero · h7 pedone del nero · a6 pedone del nero · f6 cavallo del nero · d5 pedone del bianco · e5 pedone del nero · b4 pedone del bianco · e4 pedone del bianco · f4 donna del nero · c3 donna del bianco · h3 pedone del bianco · a2 pedone del bianco · g2 pedone del bianco · a1 torre del bianco · e1 torre del bianco · g1 re del bianco | f8 torre del nero · g8 re del nero · b7 torre del nero · c7 pedone del bianco · g7 pedone del nero · h7 pedone del nero · a6 pedone del nero · f6 cavallo del nero · d5 pedone del bianco · e5 pedone del nero · b4 pedone del bianco · e4 pedone del bianco · f4 donna del nero · c3 donna del bianco · h3 pedone del bianco · a2 pedone del bianco · g2 pedone del bianco · a1 torre del bianco · e1 torre del bianco · g1 re del bianco | f8 torre del nero · g8 re del nero · b7 torre del nero · c7 pedone del bianco · g7 pedone del nero · h7 pedone del nero · a6 pedone del nero · f6 cavallo del nero · d5 pedone del bianco · e5 pedone del nero · b4 pedone del bianco · e4 pedone del bianco · f4 donna del nero · c3 donna del bianco · h3 pedone del bianco · a2 pedone del bianco · g2 pedone del bianco · a1 torre del bianco · e1 torre del bianco · g1 re del bianco | f8 torre del nero · g8 re del nero · b7 torre del nero · c7 pedone del bianco · g7 pedone del nero · h7 pedone del nero · a6 pedone del nero · f6 cavallo del nero · d5 pedone del bianco · e5 pedone del nero · b4 pedone del bianco · e4 pedone del bianco · f4 donna del nero · c3 donna del bianco · h3 pedone del bianco · a2 pedone del bianco · g2 pedone del bianco · a1 torre del bianco · e1 torre del bianco · g1 re del bianco | f8 torre del nero · g8 re del nero · b7 torre del nero · c7 pedone del bianco · g7 pedone del nero · h7 pedone del nero · a6 pedone del nero · f6 cavallo del nero · d5 pedone del bianco · e5 pedone del nero · b4 pedone del bianco · e4 pedone del bianco · f4 donna del nero · c3 donna del bianco · h3 pedone del bianco · a2 pedone del bianco · g2 pedone del bianco · a1 torre del bianco · e1 torre del bianco · g1 re del bianco | f8 torre del nero · g8 re del nero · b7 torre del nero · c7 pedone del bianco · g7 pedone del nero · h7 pedone del nero · a6 pedone del nero · f6 cavallo del nero · d5 pedone del bianco · e5 pedone del nero · b4 pedone del bianco · e4 pedone del bianco · f4 donna del nero · c3 donna del bianco · h3 pedone del bianco · a2 pedone del bianco · g2 pedone del bianco · a1 torre del bianco · e1 torre del bianco · g1 re del bianco | f8 torre del nero · g8 re del nero · b7 torre del nero · c7 pedone del bianco · g7 pedone del nero · h7 pedone del nero · a6 pedone del nero · f6 cavallo del nero · d5 pedone del bianco · e5 pedone del nero · b4 pedone del bianco · e4 pedone del bianco · f4 donna del nero · c3 donna del bianco · h3 pedone del bianco · a2 pedone del bianco · g2 pedone del bianco · a1 torre del bianco · e1 torre del bianco · g1 re del bianco | 2 |
| 1 | f8 torre del nero · g8 re del nero · b7 torre del nero · c7 pedone del bianco · g7 pedone del nero · h7 pedone del nero · a6 pedone del nero · f6 cavallo del nero · d5 pedone del bianco · e5 pedone del nero · b4 pedone del bianco · e4 pedone del bianco · f4 donna del nero · c3 donna del bianco · h3 pedone del bianco · a2 pedone del bianco · g2 pedone del bianco · a1 torre del bianco · e1 torre del bianco · g1 re del bianco | f8 torre del nero · g8 re del nero · b7 torre del nero · c7 pedone del bianco · g7 pedone del nero · h7 pedone del nero · a6 pedone del nero · f6 cavallo del nero · d5 pedone del bianco · e5 pedone del nero · b4 pedone del bianco · e4 pedone del bianco · f4 donna del nero · c3 donna del bianco · h3 pedone del bianco · a2 pedone del bianco · g2 pedone del bianco · a1 torre del bianco · e1 torre del bianco · g1 re del bianco | f8 torre del nero · g8 re del nero · b7 torre del nero · c7 pedone del bianco · g7 pedone del nero · h7 pedone del nero · a6 pedone del nero · f6 cavallo del nero · d5 pedone del bianco · e5 pedone del nero · b4 pedone del bianco · e4 pedone del bianco · f4 donna del nero · c3 donna del bianco · h3 pedone del bianco · a2 pedone del bianco · g2 pedone del bianco · a1 torre del bianco · e1 torre del bianco · g1 re del bianco | f8 torre del nero · g8 re del nero · b7 torre del nero · c7 pedone del bianco · g7 pedone del nero · h7 pedone del nero · a6 pedone del nero · f6 cavallo del nero · d5 pedone del bianco · e5 pedone del nero · b4 pedone del bianco · e4 pedone del bianco · f4 donna del nero · c3 donna del bianco · h3 pedone del bianco · a2 pedone del bianco · g2 pedone del bianco · a1 torre del bianco · e1 torre del bianco · g1 re del bianco | f8 torre del nero · g8 re del nero · b7 torre del nero · c7 pedone del bianco · g7 pedone del nero · h7 pedone del nero · a6 pedone del nero · f6 cavallo del nero · d5 pedone del bianco · e5 pedone del nero · b4 pedone del bianco · e4 pedone del bianco · f4 donna del nero · c3 donna del bianco · h3 pedone del bianco · a2 pedone del bianco · g2 pedone del bianco · a1 torre del bianco · e1 torre del bianco · g1 re del bianco | f8 torre del nero · g8 re del nero · b7 torre del nero · c7 pedone del bianco · g7 pedone del nero · h7 pedone del nero · a6 pedone del nero · f6 cavallo del nero · d5 pedone del bianco · e5 pedone del nero · b4 pedone del bianco · e4 pedone del bianco · f4 donna del nero · c3 donna del bianco · h3 pedone del bianco · a2 pedone del bianco · g2 pedone del bianco · a1 torre del bianco · e1 torre del bianco · g1 re del bianco | f8 torre del nero · g8 re del nero · b7 torre del nero · c7 pedone del bianco · g7 pedone del nero · h7 pedone del nero · a6 pedone del nero · f6 cavallo del nero · d5 pedone del bianco · e5 pedone del nero · b4 pedone del bianco · e4 pedone del bianco · f4 donna del nero · c3 donna del bianco · h3 pedone del bianco · a2 pedone del bianco · g2 pedone del bianco · a1 torre del bianco · e1 torre del bianco · g1 re del bianco | f8 torre del nero · g8 re del nero · b7 torre del nero · c7 pedone del bianco · g7 pedone del nero · h7 pedone del nero · a6 pedone del nero · f6 cavallo del nero · d5 pedone del bianco · e5 pedone del nero · b4 pedone del bianco · e4 pedone del bianco · f4 donna del nero · c3 donna del bianco · h3 pedone del bianco · a2 pedone del bianco · g2 pedone del bianco · a1 torre del bianco · e1 torre del bianco · g1 re del bianco | 1 |
|   | a | b | c | d | e | f | g | h |   |

|   | a | b | c | d | e | f | g | h |   |
| 8 | f8 torre del nero · g8 re del nero · c7 donna del bianco · g7 pedone del nero · h7 pedone del nero · a6 pedone del nero · d5 pedone del bianco · e5 pedone del nero · b4 pedone del bianco · e4 pedone del bianco · g4 pedone del bianco · h4 cerchio nero · a2 pedone del bianco · f2 donna del nero · g2 pedone del bianco · h2 cerchio bianco · a1 torre del bianco · e1 torre del bianco · g1 re del bianco · h1 cerchio bianco | f8 torre del nero · g8 re del nero · c7 donna del bianco · g7 pedone del nero · h7 pedone del nero · a6 pedone del nero · d5 pedone del bianco · e5 pedone del nero · b4 pedone del bianco · e4 pedone del bianco · g4 pedone del bianco · h4 cerchio nero · a2 pedone del bianco · f2 donna del nero · g2 pedone del bianco · h2 cerchio bianco · a1 torre del bianco · e1 torre del bianco · g1 re del bianco · h1 cerchio bianco | f8 torre del nero · g8 re del nero · c7 donna del bianco · g7 pedone del nero · h7 pedone del nero · a6 pedone del nero · d5 pedone del bianco · e5 pedone del nero · b4 pedone del bianco · e4 pedone del bianco · g4 pedone del bianco · h4 cerchio nero · a2 pedone del bianco · f2 donna del nero · g2 pedone del bianco · h2 cerchio bianco · a1 torre del bianco · e1 torre del bianco · g1 re del bianco · h1 cerchio bianco | f8 torre del nero · g8 re del nero · c7 donna del bianco · g7 pedone del nero · h7 pedone del nero · a6 pedone del nero · d5 pedone del bianco · e5 pedone del nero · b4 pedone del bianco · e4 pedone del bianco · g4 pedone del bianco · h4 cerchio nero · a2 pedone del bianco · f2 donna del nero · g2 pedone del bianco · h2 cerchio bianco · a1 torre del bianco · e1 torre del bianco · g1 re del bianco · h1 cerchio bianco | f8 torre del nero · g8 re del nero · c7 donna del bianco · g7 pedone del nero · h7 pedone del nero · a6 pedone del nero · d5 pedone del bianco · e5 pedone del nero · b4 pedone del bianco · e4 pedone del bianco · g4 pedone del bianco · h4 cerchio nero · a2 pedone del bianco · f2 donna del nero · g2 pedone del bianco · h2 cerchio bianco · a1 torre del bianco · e1 torre del bianco · g1 re del bianco · h1 cerchio bianco | f8 torre del nero · g8 re del nero · c7 donna del bianco · g7 pedone del nero · h7 pedone del nero · a6 pedone del nero · d5 pedone del bianco · e5 pedone del nero · b4 pedone del bianco · e4 pedone del bianco · g4 pedone del bianco · h4 cerchio nero · a2 pedone del bianco · f2 donna del nero · g2 pedone del bianco · h2 cerchio bianco · a1 torre del bianco · e1 torre del bianco · g1 re del bianco · h1 cerchio bianco | f8 torre del nero · g8 re del nero · c7 donna del bianco · g7 pedone del nero · h7 pedone del nero · a6 pedone del nero · d5 pedone del bianco · e5 pedone del nero · b4 pedone del bianco · e4 pedone del bianco · g4 pedone del bianco · h4 cerchio nero · a2 pedone del bianco · f2 donna del nero · g2 pedone del bianco · h2 cerchio bianco · a1 torre del bianco · e1 torre del bianco · g1 re del bianco · h1 cerchio bianco | f8 torre del nero · g8 re del nero · c7 donna del bianco · g7 pedone del nero · h7 pedone del nero · a6 pedone del nero · d5 pedone del bianco · e5 pedone del nero · b4 pedone del bianco · e4 pedone del bianco · g4 pedone del bianco · h4 cerchio nero · a2 pedone del bianco · f2 donna del nero · g2 pedone del bianco · h2 cerchio bianco · a1 torre del bianco · e1 torre del bianco · g1 re del bianco · h1 cerchio bianco | 8 |
| 7 | f8 torre del nero · g8 re del nero · c7 donna del bianco · g7 pedone del nero · h7 pedone del nero · a6 pedone del nero · d5 pedone del bianco · e5 pedone del nero · b4 pedone del bianco · e4 pedone del bianco · g4 pedone del bianco · h4 cerchio nero · a2 pedone del bianco · f2 donna del nero · g2 pedone del bianco · h2 cerchio bianco · a1 torre del bianco · e1 torre del bianco · g1 re del bianco · h1 cerchio bianco | f8 torre del nero · g8 re del nero · c7 donna del bianco · g7 pedone del nero · h7 pedone del nero · a6 pedone del nero · d5 pedone del bianco · e5 pedone del nero · b4 pedone del bianco · e4 pedone del bianco · g4 pedone del bianco · h4 cerchio nero · a2 pedone del bianco · f2 donna del nero · g2 pedone del bianco · h2 cerchio bianco · a1 torre del bianco · e1 torre del bianco · g1 re del bianco · h1 cerchio bianco | f8 torre del nero · g8 re del nero · c7 donna del bianco · g7 pedone del nero · h7 pedone del nero · a6 pedone del nero · d5 pedone del bianco · e5 pedone del nero · b4 pedone del bianco · e4 pedone del bianco · g4 pedone del bianco · h4 cerchio nero · a2 pedone del bianco · f2 donna del nero · g2 pedone del bianco · h2 cerchio bianco · a1 torre del bianco · e1 torre del bianco · g1 re del bianco · h1 cerchio bianco | f8 torre del nero · g8 re del nero · c7 donna del bianco · g7 pedone del nero · h7 pedone del nero · a6 pedone del nero · d5 pedone del bianco · e5 pedone del nero · b4 pedone del bianco · e4 pedone del bianco · g4 pedone del bianco · h4 cerchio nero · a2 pedone del bianco · f2 donna del nero · g2 pedone del bianco · h2 cerchio bianco · a1 torre del bianco · e1 torre del bianco · g1 re del bianco · h1 cerchio bianco | f8 torre del nero · g8 re del nero · c7 donna del bianco · g7 pedone del nero · h7 pedone del nero · a6 pedone del nero · d5 pedone del bianco · e5 pedone del nero · b4 pedone del bianco · e4 pedone del bianco · g4 pedone del bianco · h4 cerchio nero · a2 pedone del bianco · f2 donna del nero · g2 pedone del bianco · h2 cerchio bianco · a1 torre del bianco · e1 torre del bianco · g1 re del bianco · h1 cerchio bianco | f8 torre del nero · g8 re del nero · c7 donna del bianco · g7 pedone del nero · h7 pedone del nero · a6 pedone del nero · d5 pedone del bianco · e5 pedone del nero · b4 pedone del bianco · e4 pedone del bianco · g4 pedone del bianco · h4 cerchio nero · a2 pedone del bianco · f2 donna del nero · g2 pedone del bianco · h2 cerchio bianco · a1 torre del bianco · e1 torre del bianco · g1 re del bianco · h1 cerchio bianco | f8 torre del nero · g8 re del nero · c7 donna del bianco · g7 pedone del nero · h7 pedone del nero · a6 pedone del nero · d5 pedone del bianco · e5 pedone del nero · b4 pedone del bianco · e4 pedone del bianco · g4 pedone del bianco · h4 cerchio nero · a2 pedone del bianco · f2 donna del nero · g2 pedone del bianco · h2 cerchio bianco · a1 torre del bianco · e1 torre del bianco · g1 re del bianco · h1 cerchio bianco | f8 torre del nero · g8 re del nero · c7 donna del bianco · g7 pedone del nero · h7 pedone del nero · a6 pedone del nero · d5 pedone del bianco · e5 pedone del nero · b4 pedone del bianco · e4 pedone del bianco · g4 pedone del bianco · h4 cerchio nero · a2 pedone del bianco · f2 donna del nero · g2 pedone del bianco · h2 cerchio bianco · a1 torre del bianco · e1 torre del bianco · g1 re del bianco · h1 cerchio bianco | 7 |
| 6 | f8 torre del nero · g8 re del nero · c7 donna del bianco · g7 pedone del nero · h7 pedone del nero · a6 pedone del nero · d5 pedone del bianco · e5 pedone del nero · b4 pedone del bianco · e4 pedone del bianco · g4 pedone del bianco · h4 cerchio nero · a2 pedone del bianco · f2 donna del nero · g2 pedone del bianco · h2 cerchio bianco · a1 torre del bianco · e1 torre del bianco · g1 re del bianco · h1 cerchio bianco | f8 torre del nero · g8 re del nero · c7 donna del bianco · g7 pedone del nero · h7 pedone del nero · a6 pedone del nero · d5 pedone del bianco · e5 pedone del nero · b4 pedone del bianco · e4 pedone del bianco · g4 pedone del bianco · h4 cerchio nero · a2 pedone del bianco · f2 donna del nero · g2 pedone del bianco · h2 cerchio bianco · a1 torre del bianco · e1 torre del bianco · g1 re del bianco · h1 cerchio bianco | f8 torre del nero · g8 re del nero · c7 donna del bianco · g7 pedone del nero · h7 pedone del nero · a6 pedone del nero · d5 pedone del bianco · e5 pedone del nero · b4 pedone del bianco · e4 pedone del bianco · g4 pedone del bianco · h4 cerchio nero · a2 pedone del bianco · f2 donna del nero · g2 pedone del bianco · h2 cerchio bianco · a1 torre del bianco · e1 torre del bianco · g1 re del bianco · h1 cerchio bianco | f8 torre del nero · g8 re del nero · c7 donna del bianco · g7 pedone del nero · h7 pedone del nero · a6 pedone del nero · d5 pedone del bianco · e5 pedone del nero · b4 pedone del bianco · e4 pedone del bianco · g4 pedone del bianco · h4 cerchio nero · a2 pedone del bianco · f2 donna del nero · g2 pedone del bianco · h2 cerchio bianco · a1 torre del bianco · e1 torre del bianco · g1 re del bianco · h1 cerchio bianco | f8 torre del nero · g8 re del nero · c7 donna del bianco · g7 pedone del nero · h7 pedone del nero · a6 pedone del nero · d5 pedone del bianco · e5 pedone del nero · b4 pedone del bianco · e4 pedone del bianco · g4 pedone del bianco · h4 cerchio nero · a2 pedone del bianco · f2 donna del nero · g2 pedone del bianco · h2 cerchio bianco · a1 torre del bianco · e1 torre del bianco · g1 re del bianco · h1 cerchio bianco | f8 torre del nero · g8 re del nero · c7 donna del bianco · g7 pedone del nero · h7 pedone del nero · a6 pedone del nero · d5 pedone del bianco · e5 pedone del nero · b4 pedone del bianco · e4 pedone del bianco · g4 pedone del bianco · h4 cerchio nero · a2 pedone del bianco · f2 donna del nero · g2 pedone del bianco · h2 cerchio bianco · a1 torre del bianco · e1 torre del bianco · g1 re del bianco · h1 cerchio bianco | f8 torre del nero · g8 re del nero · c7 donna del bianco · g7 pedone del nero · h7 pedone del nero · a6 pedone del nero · d5 pedone del bianco · e5 pedone del nero · b4 pedone del bianco · e4 pedone del bianco · g4 pedone del bianco · h4 cerchio nero · a2 pedone del bianco · f2 donna del nero · g2 pedone del bianco · h2 cerchio bianco · a1 torre del bianco · e1 torre del bianco · g1 re del bianco · h1 cerchio bianco | f8 torre del nero · g8 re del nero · c7 donna del bianco · g7 pedone del nero · h7 pedone del nero · a6 pedone del nero · d5 pedone del bianco · e5 pedone del nero · b4 pedone del bianco · e4 pedone del bianco · g4 pedone del bianco · h4 cerchio nero · a2 pedone del bianco · f2 donna del nero · g2 pedone del bianco · h2 cerchio bianco · a1 torre del bianco · e1 torre del bianco · g1 re del bianco · h1 cerchio bianco | 6 |
| 5 | f8 torre del nero · g8 re del nero · c7 donna del bianco · g7 pedone del nero · h7 pedone del nero · a6 pedone del nero · d5 pedone del bianco · e5 pedone del nero · b4 pedone del bianco · e4 pedone del bianco · g4 pedone del bianco · h4 cerchio nero · a2 pedone del bianco · f2 donna del nero · g2 pedone del bianco · h2 cerchio bianco · a1 torre del bianco · e1 torre del bianco · g1 re del bianco · h1 cerchio bianco | f8 torre del nero · g8 re del nero · c7 donna del bianco · g7 pedone del nero · h7 pedone del nero · a6 pedone del nero · d5 pedone del bianco · e5 pedone del nero · b4 pedone del bianco · e4 pedone del bianco · g4 pedone del bianco · h4 cerchio nero · a2 pedone del bianco · f2 donna del nero · g2 pedone del bianco · h2 cerchio bianco · a1 torre del bianco · e1 torre del bianco · g1 re del bianco · h1 cerchio bianco | f8 torre del nero · g8 re del nero · c7 donna del bianco · g7 pedone del nero · h7 pedone del nero · a6 pedone del nero · d5 pedone del bianco · e5 pedone del nero · b4 pedone del bianco · e4 pedone del bianco · g4 pedone del bianco · h4 cerchio nero · a2 pedone del bianco · f2 donna del nero · g2 pedone del bianco · h2 cerchio bianco · a1 torre del bianco · e1 torre del bianco · g1 re del bianco · h1 cerchio bianco | f8 torre del nero · g8 re del nero · c7 donna del bianco · g7 pedone del nero · h7 pedone del nero · a6 pedone del nero · d5 pedone del bianco · e5 pedone del nero · b4 pedone del bianco · e4 pedone del bianco · g4 pedone del bianco · h4 cerchio nero · a2 pedone del bianco · f2 donna del nero · g2 pedone del bianco · h2 cerchio bianco · a1 torre del bianco · e1 torre del bianco · g1 re del bianco · h1 cerchio bianco | f8 torre del nero · g8 re del nero · c7 donna del bianco · g7 pedone del nero · h7 pedone del nero · a6 pedone del nero · d5 pedone del bianco · e5 pedone del nero · b4 pedone del bianco · e4 pedone del bianco · g4 pedone del bianco · h4 cerchio nero · a2 pedone del bianco · f2 donna del nero · g2 pedone del bianco · h2 cerchio bianco · a1 torre del bianco · e1 torre del bianco · g1 re del bianco · h1 cerchio bianco | f8 torre del nero · g8 re del nero · c7 donna del bianco · g7 pedone del nero · h7 pedone del nero · a6 pedone del nero · d5 pedone del bianco · e5 pedone del nero · b4 pedone del bianco · e4 pedone del bianco · g4 pedone del bianco · h4 cerchio nero · a2 pedone del bianco · f2 donna del nero · g2 pedone del bianco · h2 cerchio bianco · a1 torre del bianco · e1 torre del bianco · g1 re del bianco · h1 cerchio bianco | f8 torre del nero · g8 re del nero · c7 donna del bianco · g7 pedone del nero · h7 pedone del nero · a6 pedone del nero · d5 pedone del bianco · e5 pedone del nero · b4 pedone del bianco · e4 pedone del bianco · g4 pedone del bianco · h4 cerchio nero · a2 pedone del bianco · f2 donna del nero · g2 pedone del bianco · h2 cerchio bianco · a1 torre del bianco · e1 torre del bianco · g1 re del bianco · h1 cerchio bianco | f8 torre del nero · g8 re del nero · c7 donna del bianco · g7 pedone del nero · h7 pedone del nero · a6 pedone del nero · d5 pedone del bianco · e5 pedone del nero · b4 pedone del bianco · e4 pedone del bianco · g4 pedone del bianco · h4 cerchio nero · a2 pedone del bianco · f2 donna del nero · g2 pedone del bianco · h2 cerchio bianco · a1 torre del bianco · e1 torre del bianco · g1 re del bianco · h1 cerchio bianco | 5 |
| 4 | f8 torre del nero · g8 re del nero · c7 donna del bianco · g7 pedone del nero · h7 pedone del nero · a6 pedone del nero · d5 pedone del bianco · e5 pedone del nero · b4 pedone del bianco · e4 pedone del bianco · g4 pedone del bianco · h4 cerchio nero · a2 pedone del bianco · f2 donna del nero · g2 pedone del bianco · h2 cerchio bianco · a1 torre del bianco · e1 torre del bianco · g1 re del bianco · h1 cerchio bianco | f8 torre del nero · g8 re del nero · c7 donna del bianco · g7 pedone del nero · h7 pedone del nero · a6 pedone del nero · d5 pedone del bianco · e5 pedone del nero · b4 pedone del bianco · e4 pedone del bianco · g4 pedone del bianco · h4 cerchio nero · a2 pedone del bianco · f2 donna del nero · g2 pedone del bianco · h2 cerchio bianco · a1 torre del bianco · e1 torre del bianco · g1 re del bianco · h1 cerchio bianco | f8 torre del nero · g8 re del nero · c7 donna del bianco · g7 pedone del nero · h7 pedone del nero · a6 pedone del nero · d5 pedone del bianco · e5 pedone del nero · b4 pedone del bianco · e4 pedone del bianco · g4 pedone del bianco · h4 cerchio nero · a2 pedone del bianco · f2 donna del nero · g2 pedone del bianco · h2 cerchio bianco · a1 torre del bianco · e1 torre del bianco · g1 re del bianco · h1 cerchio bianco | f8 torre del nero · g8 re del nero · c7 donna del bianco · g7 pedone del nero · h7 pedone del nero · a6 pedone del nero · d5 pedone del bianco · e5 pedone del nero · b4 pedone del bianco · e4 pedone del bianco · g4 pedone del bianco · h4 cerchio nero · a2 pedone del bianco · f2 donna del nero · g2 pedone del bianco · h2 cerchio bianco · a1 torre del bianco · e1 torre del bianco · g1 re del bianco · h1 cerchio bianco | f8 torre del nero · g8 re del nero · c7 donna del bianco · g7 pedone del nero · h7 pedone del nero · a6 pedone del nero · d5 pedone del bianco · e5 pedone del nero · b4 pedone del bianco · e4 pedone del bianco · g4 pedone del bianco · h4 cerchio nero · a2 pedone del bianco · f2 donna del nero · g2 pedone del bianco · h2 cerchio bianco · a1 torre del bianco · e1 torre del bianco · g1 re del bianco · h1 cerchio bianco | f8 torre del nero · g8 re del nero · c7 donna del bianco · g7 pedone del nero · h7 pedone del nero · a6 pedone del nero · d5 pedone del bianco · e5 pedone del nero · b4 pedone del bianco · e4 pedone del bianco · g4 pedone del bianco · h4 cerchio nero · a2 pedone del bianco · f2 donna del nero · g2 pedone del bianco · h2 cerchio bianco · a1 torre del bianco · e1 torre del bianco · g1 re del bianco · h1 cerchio bianco | f8 torre del nero · g8 re del nero · c7 donna del bianco · g7 pedone del nero · h7 pedone del nero · a6 pedone del nero · d5 pedone del bianco · e5 pedone del nero · b4 pedone del bianco · e4 pedone del bianco · g4 pedone del bianco · h4 cerchio nero · a2 pedone del bianco · f2 donna del nero · g2 pedone del bianco · h2 cerchio bianco · a1 torre del bianco · e1 torre del bianco · g1 re del bianco · h1 cerchio bianco | f8 torre del nero · g8 re del nero · c7 donna del bianco · g7 pedone del nero · h7 pedone del nero · a6 pedone del nero · d5 pedone del bianco · e5 pedone del nero · b4 pedone del bianco · e4 pedone del bianco · g4 pedone del bianco · h4 cerchio nero · a2 pedone del bianco · f2 donna del nero · g2 pedone del bianco · h2 cerchio bianco · a1 torre del bianco · e1 torre del bianco · g1 re del bianco · h1 cerchio bianco | 4 |
| 3 | f8 torre del nero · g8 re del nero · c7 donna del bianco · g7 pedone del nero · h7 pedone del nero · a6 pedone del nero · d5 pedone del bianco · e5 pedone del nero · b4 pedone del bianco · e4 pedone del bianco · g4 pedone del bianco · h4 cerchio nero · a2 pedone del bianco · f2 donna del nero · g2 pedone del bianco · h2 cerchio bianco · a1 torre del bianco · e1 torre del bianco · g1 re del bianco · h1 cerchio bianco | f8 torre del nero · g8 re del nero · c7 donna del bianco · g7 pedone del nero · h7 pedone del nero · a6 pedone del nero · d5 pedone del bianco · e5 pedone del nero · b4 pedone del bianco · e4 pedone del bianco · g4 pedone del bianco · h4 cerchio nero · a2 pedone del bianco · f2 donna del nero · g2 pedone del bianco · h2 cerchio bianco · a1 torre del bianco · e1 torre del bianco · g1 re del bianco · h1 cerchio bianco | f8 torre del nero · g8 re del nero · c7 donna del bianco · g7 pedone del nero · h7 pedone del nero · a6 pedone del nero · d5 pedone del bianco · e5 pedone del nero · b4 pedone del bianco · e4 pedone del bianco · g4 pedone del bianco · h4 cerchio nero · a2 pedone del bianco · f2 donna del nero · g2 pedone del bianco · h2 cerchio bianco · a1 torre del bianco · e1 torre del bianco · g1 re del bianco · h1 cerchio bianco | f8 torre del nero · g8 re del nero · c7 donna del bianco · g7 pedone del nero · h7 pedone del nero · a6 pedone del nero · d5 pedone del bianco · e5 pedone del nero · b4 pedone del bianco · e4 pedone del bianco · g4 pedone del bianco · h4 cerchio nero · a2 pedone del bianco · f2 donna del nero · g2 pedone del bianco · h2 cerchio bianco · a1 torre del bianco · e1 torre del bianco · g1 re del bianco · h1 cerchio bianco | f8 torre del nero · g8 re del nero · c7 donna del bianco · g7 pedone del nero · h7 pedone del nero · a6 pedone del nero · d5 pedone del bianco · e5 pedone del nero · b4 pedone del bianco · e4 pedone del bianco · g4 pedone del bianco · h4 cerchio nero · a2 pedone del bianco · f2 donna del nero · g2 pedone del bianco · h2 cerchio bianco · a1 torre del bianco · e1 torre del bianco · g1 re del bianco · h1 cerchio bianco | f8 torre del nero · g8 re del nero · c7 donna del bianco · g7 pedone del nero · h7 pedone del nero · a6 pedone del nero · d5 pedone del bianco · e5 pedone del nero · b4 pedone del bianco · e4 pedone del bianco · g4 pedone del bianco · h4 cerchio nero · a2 pedone del bianco · f2 donna del nero · g2 pedone del bianco · h2 cerchio bianco · a1 torre del bianco · e1 torre del bianco · g1 re del bianco · h1 cerchio bianco | f8 torre del nero · g8 re del nero · c7 donna del bianco · g7 pedone del nero · h7 pedone del nero · a6 pedone del nero · d5 pedone del bianco · e5 pedone del nero · b4 pedone del bianco · e4 pedone del bianco · g4 pedone del bianco · h4 cerchio nero · a2 pedone del bianco · f2 donna del nero · g2 pedone del bianco · h2 cerchio bianco · a1 torre del bianco · e1 torre del bianco · g1 re del bianco · h1 cerchio bianco | f8 torre del nero · g8 re del nero · c7 donna del bianco · g7 pedone del nero · h7 pedone del nero · a6 pedone del nero · d5 pedone del bianco · e5 pedone del nero · b4 pedone del bianco · e4 pedone del bianco · g4 pedone del bianco · h4 cerchio nero · a2 pedone del bianco · f2 donna del nero · g2 pedone del bianco · h2 cerchio bianco · a1 torre del bianco · e1 torre del bianco · g1 re del bianco · h1 cerchio bianco | 3 |
| 2 | f8 torre del nero · g8 re del nero · c7 donna del bianco · g7 pedone del nero · h7 pedone del nero · a6 pedone del nero · d5 pedone del bianco · e5 pedone del nero · b4 pedone del bianco · e4 pedone del bianco · g4 pedone del bianco · h4 cerchio nero · a2 pedone del bianco · f2 donna del nero · g2 pedone del bianco · h2 cerchio bianco · a1 torre del bianco · e1 torre del bianco · g1 re del bianco · h1 cerchio bianco | f8 torre del nero · g8 re del nero · c7 donna del bianco · g7 pedone del nero · h7 pedone del nero · a6 pedone del nero · d5 pedone del bianco · e5 pedone del nero · b4 pedone del bianco · e4 pedone del bianco · g4 pedone del bianco · h4 cerchio nero · a2 pedone del bianco · f2 donna del nero · g2 pedone del bianco · h2 cerchio bianco · a1 torre del bianco · e1 torre del bianco · g1 re del bianco · h1 cerchio bianco | f8 torre del nero · g8 re del nero · c7 donna del bianco · g7 pedone del nero · h7 pedone del nero · a6 pedone del nero · d5 pedone del bianco · e5 pedone del nero · b4 pedone del bianco · e4 pedone del bianco · g4 pedone del bianco · h4 cerchio nero · a2 pedone del bianco · f2 donna del nero · g2 pedone del bianco · h2 cerchio bianco · a1 torre del bianco · e1 torre del bianco · g1 re del bianco · h1 cerchio bianco | f8 torre del nero · g8 re del nero · c7 donna del bianco · g7 pedone del nero · h7 pedone del nero · a6 pedone del nero · d5 pedone del bianco · e5 pedone del nero · b4 pedone del bianco · e4 pedone del bianco · g4 pedone del bianco · h4 cerchio nero · a2 pedone del bianco · f2 donna del nero · g2 pedone del bianco · h2 cerchio bianco · a1 torre del bianco · e1 torre del bianco · g1 re del bianco · h1 cerchio bianco | f8 torre del nero · g8 re del nero · c7 donna del bianco · g7 pedone del nero · h7 pedone del nero · a6 pedone del nero · d5 pedone del bianco · e5 pedone del nero · b4 pedone del bianco · e4 pedone del bianco · g4 pedone del bianco · h4 cerchio nero · a2 pedone del bianco · f2 donna del nero · g2 pedone del bianco · h2 cerchio bianco · a1 torre del bianco · e1 torre del bianco · g1 re del bianco · h1 cerchio bianco | f8 torre del nero · g8 re del nero · c7 donna del bianco · g7 pedone del nero · h7 pedone del nero · a6 pedone del nero · d5 pedone del bianco · e5 pedone del nero · b4 pedone del bianco · e4 pedone del bianco · g4 pedone del bianco · h4 cerchio nero · a2 pedone del bianco · f2 donna del nero · g2 pedone del bianco · h2 cerchio bianco · a1 torre del bianco · e1 torre del bianco · g1 re del bianco · h1 cerchio bianco | f8 torre del nero · g8 re del nero · c7 donna del bianco · g7 pedone del nero · h7 pedone del nero · a6 pedone del nero · d5 pedone del bianco · e5 pedone del nero · b4 pedone del bianco · e4 pedone del bianco · g4 pedone del bianco · h4 cerchio nero · a2 pedone del bianco · f2 donna del nero · g2 pedone del bianco · h2 cerchio bianco · a1 torre del bianco · e1 torre del bianco · g1 re del bianco · h1 cerchio bianco | f8 torre del nero · g8 re del nero · c7 donna del bianco · g7 pedone del nero · h7 pedone del nero · a6 pedone del nero · d5 pedone del bianco · e5 pedone del nero · b4 pedone del bianco · e4 pedone del bianco · g4 pedone del bianco · h4 cerchio nero · a2 pedone del bianco · f2 donna del nero · g2 pedone del bianco · h2 cerchio bianco · a1 torre del bianco · e1 torre del bianco · g1 re del bianco · h1 cerchio bianco | 2 |
| 1 | f8 torre del nero · g8 re del nero · c7 donna del bianco · g7 pedone del nero · h7 pedone del nero · a6 pedone del nero · d5 pedone del bianco · e5 pedone del nero · b4 pedone del bianco · e4 pedone del bianco · g4 pedone del bianco · h4 cerchio nero · a2 pedone del bianco · f2 donna del nero · g2 pedone del bianco · h2 cerchio bianco · a1 torre del bianco · e1 torre del bianco · g1 re del bianco · h1 cerchio bianco | f8 torre del nero · g8 re del nero · c7 donna del bianco · g7 pedone del nero · h7 pedone del nero · a6 pedone del nero · d5 pedone del bianco · e5 pedone del nero · b4 pedone del bianco · e4 pedone del bianco · g4 pedone del bianco · h4 cerchio nero · a2 pedone del bianco · f2 donna del nero · g2 pedone del bianco · h2 cerchio bianco · a1 torre del bianco · e1 torre del bianco · g1 re del bianco · h1 cerchio bianco | f8 torre del nero · g8 re del nero · c7 donna del bianco · g7 pedone del nero · h7 pedone del nero · a6 pedone del nero · d5 pedone del bianco · e5 pedone del nero · b4 pedone del bianco · e4 pedone del bianco · g4 pedone del bianco · h4 cerchio nero · a2 pedone del bianco · f2 donna del nero · g2 pedone del bianco · h2 cerchio bianco · a1 torre del bianco · e1 torre del bianco · g1 re del bianco · h1 cerchio bianco | f8 torre del nero · g8 re del nero · c7 donna del bianco · g7 pedone del nero · h7 pedone del nero · a6 pedone del nero · d5 pedone del bianco · e5 pedone del nero · b4 pedone del bianco · e4 pedone del bianco · g4 pedone del bianco · h4 cerchio nero · a2 pedone del bianco · f2 donna del nero · g2 pedone del bianco · h2 cerchio bianco · a1 torre del bianco · e1 torre del bianco · g1 re del bianco · h1 cerchio bianco | f8 torre del nero · g8 re del nero · c7 donna del bianco · g7 pedone del nero · h7 pedone del nero · a6 pedone del nero · d5 pedone del bianco · e5 pedone del nero · b4 pedone del bianco · e4 pedone del bianco · g4 pedone del bianco · h4 cerchio nero · a2 pedone del bianco · f2 donna del nero · g2 pedone del bianco · h2 cerchio bianco · a1 torre del bianco · e1 torre del bianco · g1 re del bianco · h1 cerchio bianco | f8 torre del nero · g8 re del nero · c7 donna del bianco · g7 pedone del nero · h7 pedone del nero · a6 pedone del nero · d5 pedone del bianco · e5 pedone del nero · b4 pedone del bianco · e4 pedone del bianco · g4 pedone del bianco · h4 cerchio nero · a2 pedone del bianco · f2 donna del nero · g2 pedone del bianco · h2 cerchio bianco · a1 torre del bianco · e1 torre del bianco · g1 re del bianco · h1 cerchio bianco | f8 torre del nero · g8 re del nero · c7 donna del bianco · g7 pedone del nero · h7 pedone del nero · a6 pedone del nero · d5 pedone del bianco · e5 pedone del nero · b4 pedone del bianco · e4 pedone del bianco · g4 pedone del bianco · h4 cerchio nero · a2 pedone del bianco · f2 donna del nero · g2 pedone del bianco · h2 cerchio bianco · a1 torre del bianco · e1 torre del bianco · g1 re del bianco · h1 cerchio bianco | f8 torre del nero · g8 re del nero · c7 donna del bianco · g7 pedone del nero · h7 pedone del nero · a6 pedone del nero · d5 pedone del bianco · e5 pedone del nero · b4 pedone del bianco · e4 pedone del bianco · g4 pedone del bianco · h4 cerchio nero · a2 pedone del bianco · f2 donna del nero · g2 pedone del bianco · h2 cerchio bianco · a1 torre del bianco · e1 torre del bianco · g1 re del bianco · h1 cerchio bianco | 1 |
|   | a | b | c | d | e | f | g | h |   |

Negli scacchi, lo scacco perpetuo è un caso particolare di patta per tripla ripetizione, in cui un giocatore forza la ripetizione tramite una serie di scacchi.
Nel diagramma rappresentato, dalla partita Unzicker-Averbach, Stoccolma 1952, con mossa al nero, il Nero deve cedere una delle sue torri per il pedone c del Bianco oppure successivamente dato che vi è un altro pedone passato nella colonna d. Tuttavia, avendo riconosciuto il suo forte svantaggio, ha tempo e possibilità di sfruttare la debolezza della struttura dei pedoni bianchi nel lato di re con 1... Txc7! 2. Dxc7 Cg4! 3. hxg4 Df2+ ottenendo la patta per ripetizione di mosse grazie agli scacchi in h4 ed f2. (Vedi notazione algebrica.)
La patta per scacco perpetuo era precedentemente annoverata tra le regole degli scacchi. Tuttavia è stata rimossa perché alla fine si otterrà comunque la patta per tripla ripetizione o, più raramente, per la regola delle cinquanta mosse. Inoltre, se un giocatore, avendone la possibilità, vuole pattare una partita in questo modo, i due giocatori solitamente si accordano subito per la patta.
Lo scacco perpetuo può capitare anche negli altri giochi simili agli scacchi, sebbene le regole che lo riguardano possano essere differenti. Per esempio, dare scacco perpetuo non è consentito nello shōgi.